# Lago Adams
O lago Adams é um lago localizado na Colúmbia Britânica, Canadá. O lago tem 63 km (39 milhas) de comprimento e entre 1,6 km e 3,2 km (1 a 2 milhas) de largura. A elevação da sua superfície é de 404 metros (1326 pés) acima do nível do mar e é muito profundo, é o segundo lago mais profundo da Colúmbia Britânica, logo depois do lago Quesada que tem uma profundidade máxima de 500 metros (1500 pés). 
A parte superior do lago encontram-se ao norte das Montanhas Monashee, enquanto a sua extremidade inferior penetra as Terras Altas de Shuswap. 
A água que corre para o lago, embora este tenha muitos afluentes, é predominantemente do rio Adams, do rio Momich, e do rio Bush.